# Biefstuk

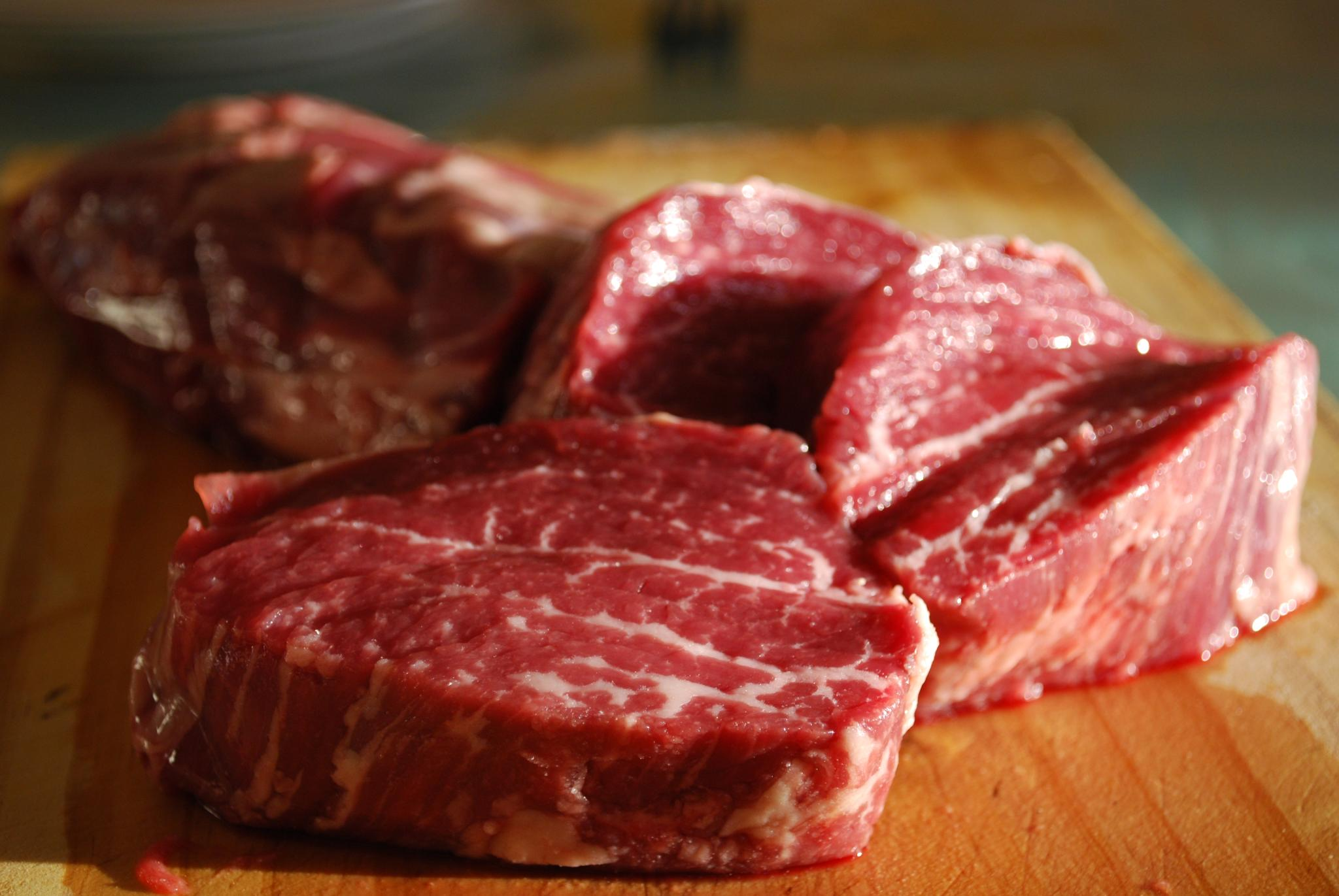
Rauwe ossenhaas

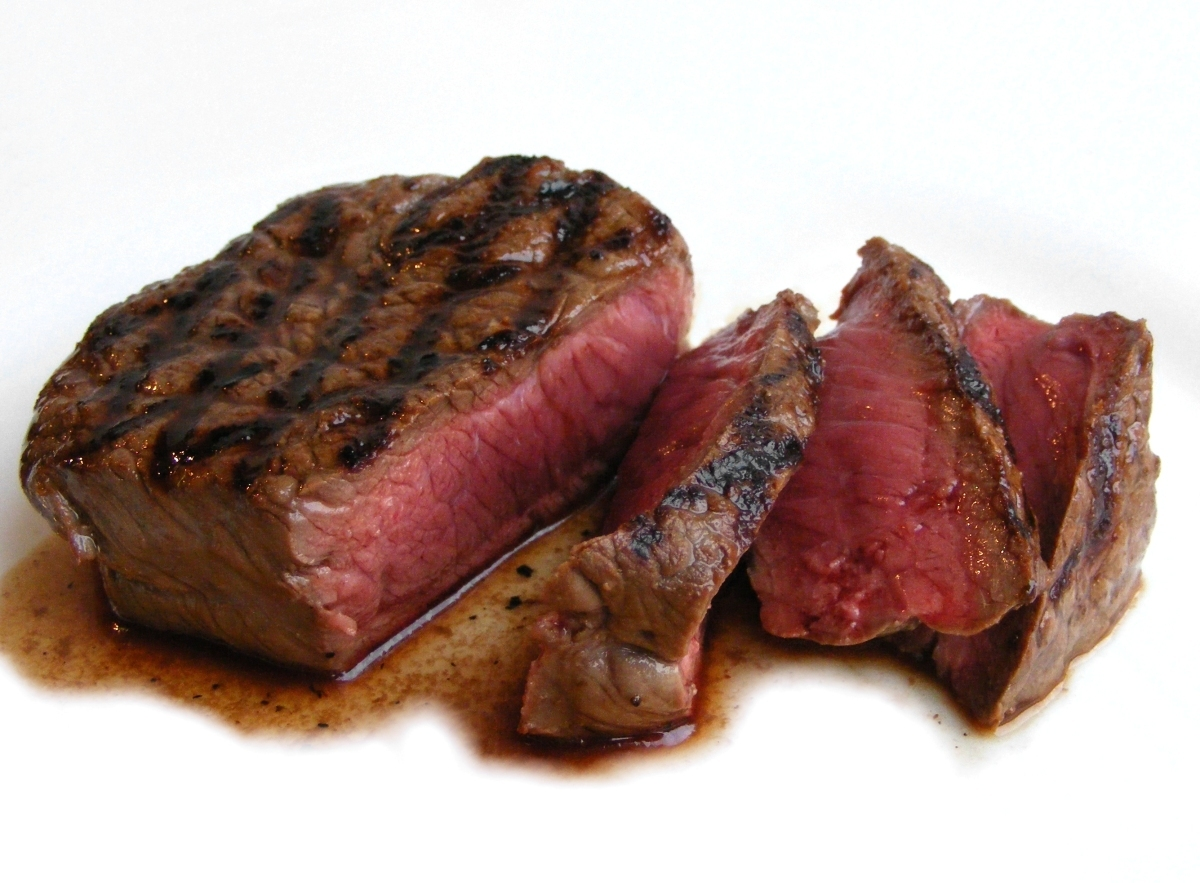
Medium doorbakken biefstuk

Biefstuk, ook wel steak genoemd, is een benaming voor mals spiervlees van een rund of kalf. Er zijn verschillende soorten biefstuk die van verschillende delen van het rund gesneden worden, zoals ossenhaas, entrecote, rib-eye en kogelbiefstuk, elk met hun eigen kenmerken. Ook wordt er onderscheid gemaakt naar verschillende soorten runderen; beroemde soorten zijn Wagyu en de Black Angus. De benaming is afkomstig van het Engelse beefsteak. Beef betekent rundvlees en steak slaat op een bepaalde manier van snijden. Deze benaming komt als verbastering in vele talen voor. De biefstuk wordt gebraden of gegrilld Bij het braden wordt onderscheid gemaakt tussen: rare (weinig doorbakken), medium (goed gebakken maar wel rood van binnen) en well-done helemaal doorbakken. Beroemde biefstukgerechten zijn Tournedos Rossini en Chateaubriand.
In principe wordt de naam biefstuk alleen gebruikt voor rundvlees en wanneer het van een ander dier komt is het gebruikelijk om dit erbij te zeggen. Men spreekt dan bijvoorbeeld van een hertenbiefstuk of paardenbiefstuk. Andere dieren waar eenzelfde bereidingswijze op wordt toegepast zijn o.a. kalkoen, struisvogel, kangoeroe en bizon.
Biefstuk behoort tot de meest geliefde vleessoorten en is vrij duur. Kwaliteit en prijs worden hoofdzakelijk bepaald door:
- het deel van het rund waarvan de biefstuk wordt gesneden, waarbij biefstuk van de haas als de meest malse soort geldt.
- de mestwijze, leeftijd, voeding, levenskwaliteit en rijping van het rund;
- het ras van het dier.
- De kwaliteit, c.q. malsheid van de spier wordt bepaald door de pH-waarde en het percentage intermusculair vet.

## Soorten biefstuk

### Ossenhaas
De ossenhaas zit in de rug van het rund, bij de lende. Het wordt gescheiden van de lende door de ruggenwervels. De haas bestaat uit drie delen: de kop, het middenstuk en de punt. De kop wordt vaak gebruikt als chateaubriand, het middenstuk wordt gesneden als tournedos en de punt wordt vaak gebruikt voor ossenhaaspuntjes.

### Entrecote
Ook wel lendebiefstuk komt van de dunne lende. Deze loopt langs een groot gedeelte van de rug tot aan de dikke lende. Aan het einde van de lende zit een kleine verhoging, het zogenaamde koetsierstuk. De lende, exclusief het koetsierstuk wordt gesneden als entrecote. Het kenmerkt zich door mager vlees met een stevige vetrand.

### Côte de boeuf

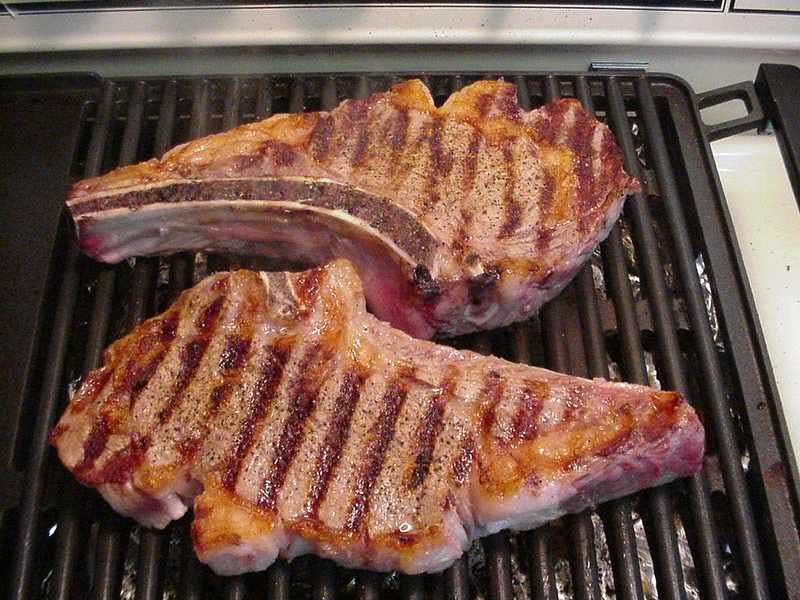
Rib-eye-biefstuk op de grill

Komt van de laatste zes ribben van het rund, dat ook wel rib rack wordt genoemd. Het vlees zit aan de voorkant van de rug en zit vast aan de lende. Het vlees is zachter dan dat van de lende. Dit komt doordat de voorkant van het rund vaak minder gespierd is en daarom zachter. Er zit een duidelijke vetstructuur in het vlees die zorgt voor meer smaak. 
De rib-eye is als de côte de boeuf, maar dan met het been eruit. De structuur is dan ook hetzelfde als die van de côte de boeuf.

### Kogelbiefstuk
Kogelbiefstuk is de benaming voor een biefstuk die vaak aan een kogelgewricht vastzit, zoals de kogel van het spierstuk, kogel van de bovenbil etc. Doordat deze spieren minder intensief gebruikt worden dan de aangrenzende spieren, is deze biefstuk over het algemeen een stuk malser dan de "gewone" biefstuk.

## Malsheid
De malsheid wordt bepaald door de hoeveelheid inwendig bindweefsel, hoe minder bindweefsel hoe malser het vlees. Deze delen bevinden zich met name in de bil en de rug. Met het toenemen van de leeftijd neemt ook de hoeveelheid bindweefsel toe. De in Nederland in de supermarkt aangeboden biefstuk is meestal machinaal bewerkt, geplet en ruitvormig ingekerfd om het vlees malser te maken. Het land van herkomst van het vlees, de slachterij en de uitsnijderij dienen op de verpakking vermeld te zijn. Door het pletten maakt men de biefstuk dun waarmee tijdens de korte bereiding de biefstuk wel warm wordt van binnen maar niet gaar. Het kerven heeft eenzelfde functie, bij het bereiden dient de gekerfde zijde als eerste te worden verhit.

## Bereiding
Een biefstuk kan worden gegrild of gebakken en wordt ook gebruikt bij steengrillen, fondue, gourmetten of op de barbecue. Een biefstuk mag niet te lang worden gebakken, want dan wordt het vlees taai. Afhankelijk van de mate van gaarheid duurt het bakken tussen de twee en vijf minuten. Een biefstuk wordt malser als men het vlees na het bakken enkele minuten laat rusten in aluminiumfolie. De sappen verdelen zich dan beter door het vlees.
Een andere bereidingswijze is het vlees een uur of langer op vijftig graden te laten garen en daarna heel kort (seconden!) bakken in een pan met een zeer hete half olijfolie half roomboter, dit laatste voor de maillardreactie die een speciale smaak geeft.
Het garen kan het beste worden gedaan als het gevacumeerd is. In een pan met water in de oven blijft de temperatuur stabieler. Wel is een goede digitale thermometer nodig omdat de thermostaat van de meeste ovens te onnauwkeurig is. Komt het vlees boven de 52 graden, dan gaat het effect verloren.
Vaak raden koks aan om een biefstuk na het bakken te zouten. Het zout zou anders vocht aan het vlees onttrekken, waardoor het taaier wordt. Hierover is niet iedereen het eens. Andere koks zouten het vlees gewoon voor het bakken en zeggen dat zouten ná het bakken onzin is. Het zeer kort voor de consumptie zouten met middel-grof zeezout geeft een "knisperend" mondgevoel.
Obers in restaurants vragen gewoonlijk naar de gewenste gradatie van gaarheid. In Vlaanderen wordt dit meestal in het Frans aangegeven (van ondoorbakken naar doorbakken):
- Bleu: erg rood (50°C)
- Saignant: licht rood (55°C)
- À point: rosé (60°C)
- Cuit: bijna doorbakken (65°C)
- Bien cuit: goed doorbakken (70°C)

In Nederland zijn de volgende gradaties (in het Engels) gangbaar:
- Rare: rood (50-55°C)
- Medium: rosé (60-65°C)
- Well done: doorbakken (70-75°C)

Enkele populaire sauzen:
- Archiduc (met champignons)
- Bearnaise
- Provençale
- Pepersaus
- Stroganoffsaus
- Kruidenboter
- Wasabiboter
- Madeirasaus

## Voedingswaarde
De voedingswaarde per 100 gram onbereide runderbiefstuk is gemiddeld:
- Energie: 127 kcal
- Eiwit: 23,8 gram
- Vet: 3,5 gram
- Koolhydraat: 0
- IJzer: 2,2 milligram